# Łacha (jezioro)

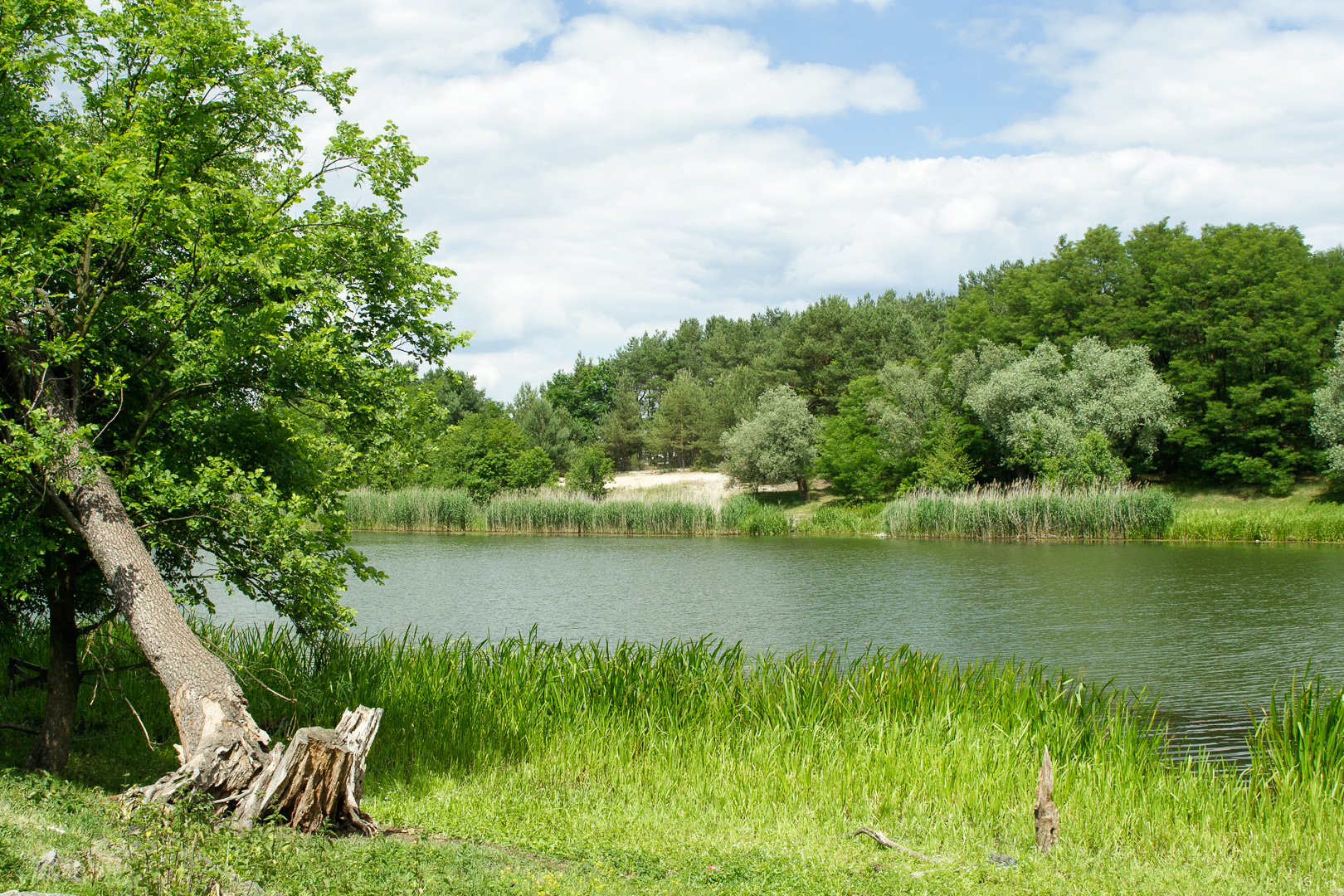
Jeziorko Łacha - widoczny wyższy prawy brzeg (skarpa tarasu nadzalewowego).

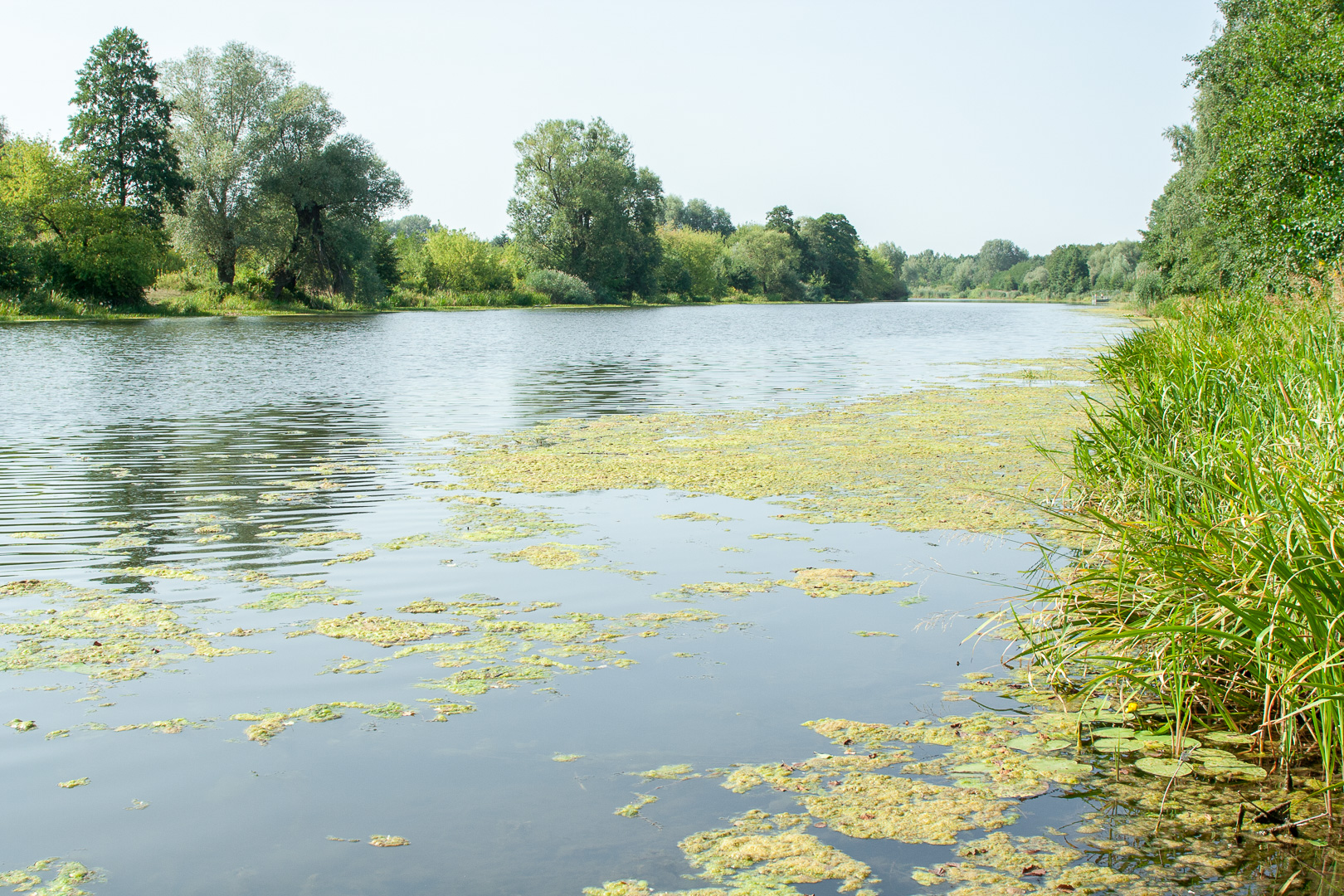
Jeziorko Łacha - rozwijające się glony.

Łacha, Jezioro Łacha, Jeziorko Łacha, Łacha Nowowiejska – starorzecze Wisły (łacha wiślana) znajdujące się na osiedlu Nowa Wieś w Józefowie, w powiecie otwockim, w województwie mazowieckim, tuż na południe od granicy Warszawy.

## Opis jeziora
Jezioro jest wydłużone, jego brzegi są wysokie. Położone jest na tarasie zalewowym Wisły na jej prawym brzegu tuż pod 3–4 m skarpą tarasu nadzalewowego (Praskiego) stanowiącego jego prawy brzeg. Lewy brzeg ma wysokość około 1,7 m.

## Połączenie z Wisłą
Zbiornik jest połączony z Wisłą Strugą pod Małpim Gajem, którą uchodzi z niego woda. Przy wysokich stanach wody w Wiśle wpływa do niego wiele ryb. Według niektórych nowszych informacji połączenie z Wisłą tworzy się przy wyjątkowo wysokim poziomie wody w rzece. Struga pod Małpim Gajem około 500 m poniżej jeziora tworzy rozlewisko o nazwie Dołek Kowalskiego lub Mała Łacha i 50–100 m dalej urywa się. Połączenie istniało jeszcze na początku lat 80.
Również okresowo dawno temu pojawiało się drugie połączenie z Wisłą, na południowym krańcu zbiornika. Zostało zniszczone w wyniku prac ziemnych.
Wahania poziomu lustra wody w jeziorze spowodowane są przesączaniem się jej z Wisły przez grunt.
W dnie zbiornika znajdują się źródła zimnej wody, autorzy tych informacji nie precyzują jednak jej pochodzenia.

## Przyroda i jej ochrona oraz zagrożenia
Społeczna Straż Rybacka przy lokalnym kole PZW podczas jednego z patroli zaobserwowała żółwia błotnego.
W jeziorze występują płoć, leszcz, okoń, karaś, lin. Jest ono zarybiane przez Polski Związek Wędkarski.
Dominującym gatunkiem ryb łowionym w jeziorze przez wędkarzy jest jednak sumik karłowaty, nazywany przez nich „byczek”. W 2015 roku taki stan trwał już od około 5 lat. W celu oszacowania liczebności tego inwazyjnego gatunku, pod koniec czerwca lokalne koło PZW we współpracy z ichtiologami PZW oraz z Uniwersytetu Warmińsko-Mazurskiego przeprowadziło połów przy pomocy agregatu prądotwórczego. Jednego dnia odłowiono aż około 30 kg tych ryb, częśc. . Na tej podstawie naukowcy stwierdzili, że w jeziorze może być nawet kilkanaście ton sumików karłowatych. Odłowy te oraz przeprowadzone później przy pomocy sieci wykazały równocześnie, że w jeziorze występuje w dużej ilości wiele innych gatunków ryb.
Rozpoczęto też wtedy akcję tępienia sumika karłowatego. Polega ona na rozmieszczaniu w jeziorze sieci pułapkowych o nazwie racznik. Do samego sierpnia tego roku odłowiono w ten sposób ponad 5000 sumików karłowatych. Inne złapane gatunki ryb są wypuszczane z powrotem.
Zbiornik położony jest na obszarze specjalnej ochrony ptaków (OSO) Natura 2000 „Dolina Środkowej Wisły” (PLB140004) oraz Warszawskiego Obszaru Chronionego Krajobrazu (Dz. Urz. Woj. Maz. Nr 42/14.02.2007 r., poz. 870).
Jezioro położone jest na wysokości wiślanego rezerwatu Wyspy Zawadowskie, od około 190 do około 370 m od jego granicy.
Na południowym krańcu jeziora od początku lat 90. prowadzone są intensywne prace ziemne, niszczona jest linia brzegowa i roślinność, zostało zniszczone południowe połączenie z Wisłą.
Latem wyraźnie widoczny jest też proces eutrofizacji.

## Galeria

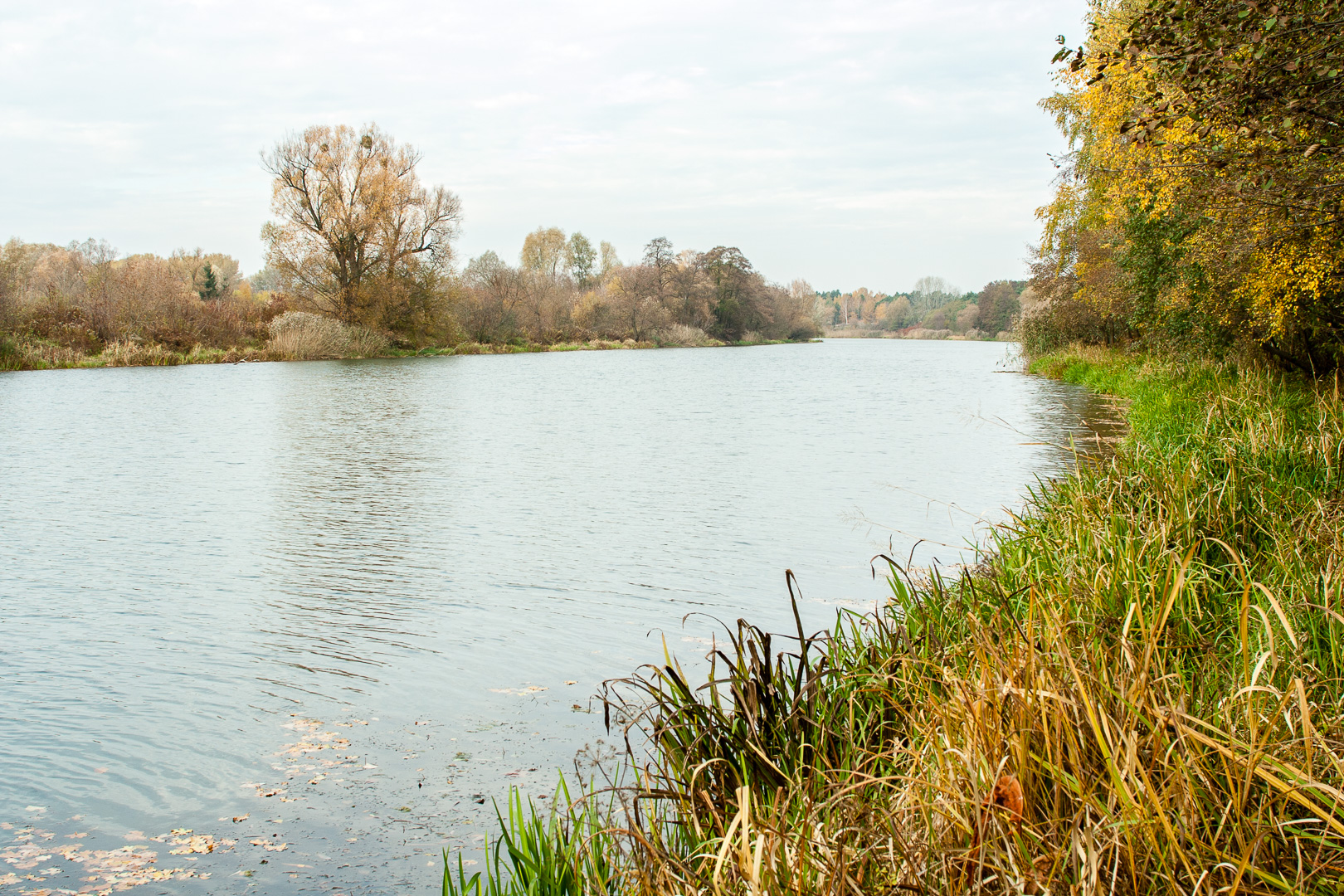
Jeziorko Łacha w kierunku północnym.
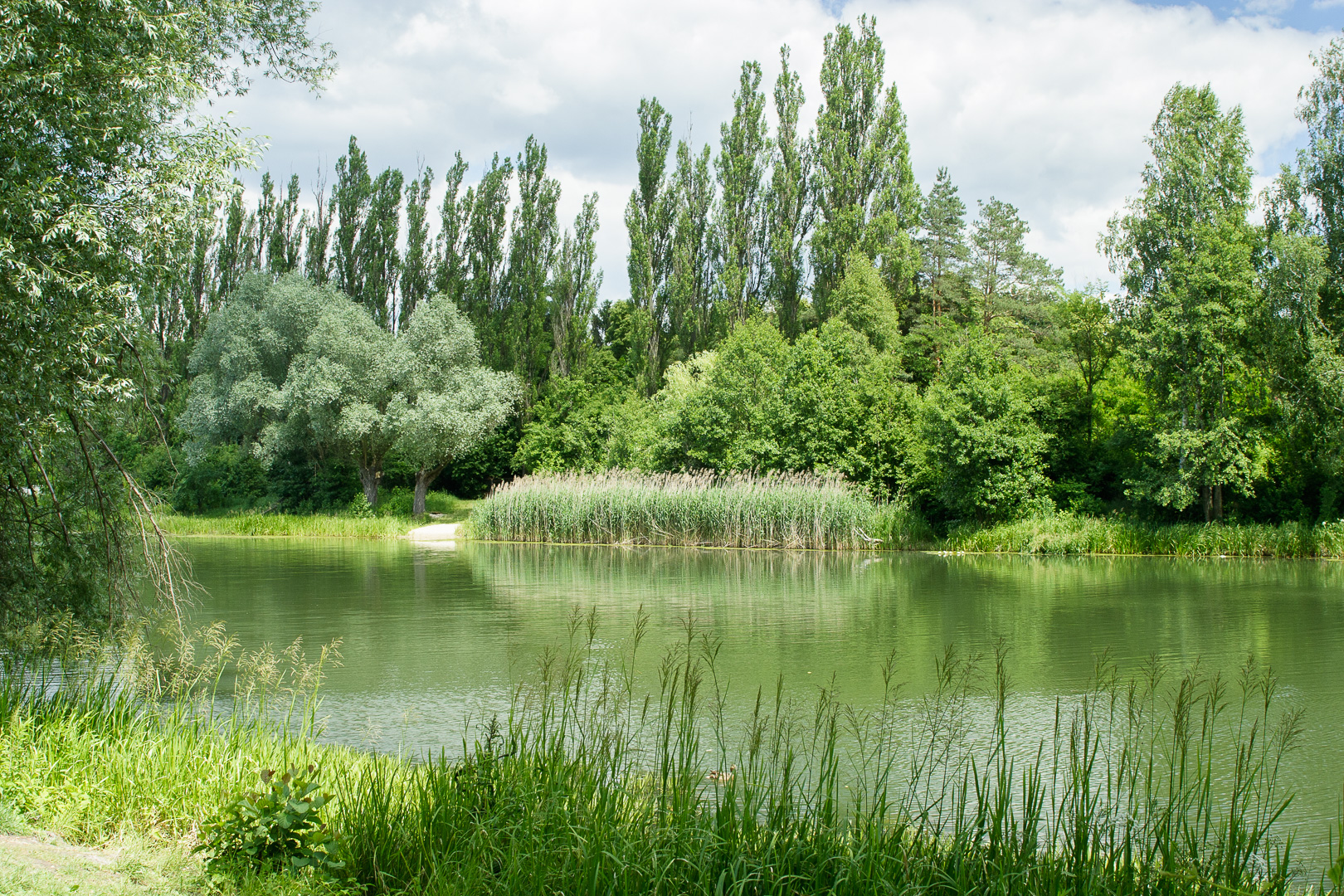
Z lewego brzegu.
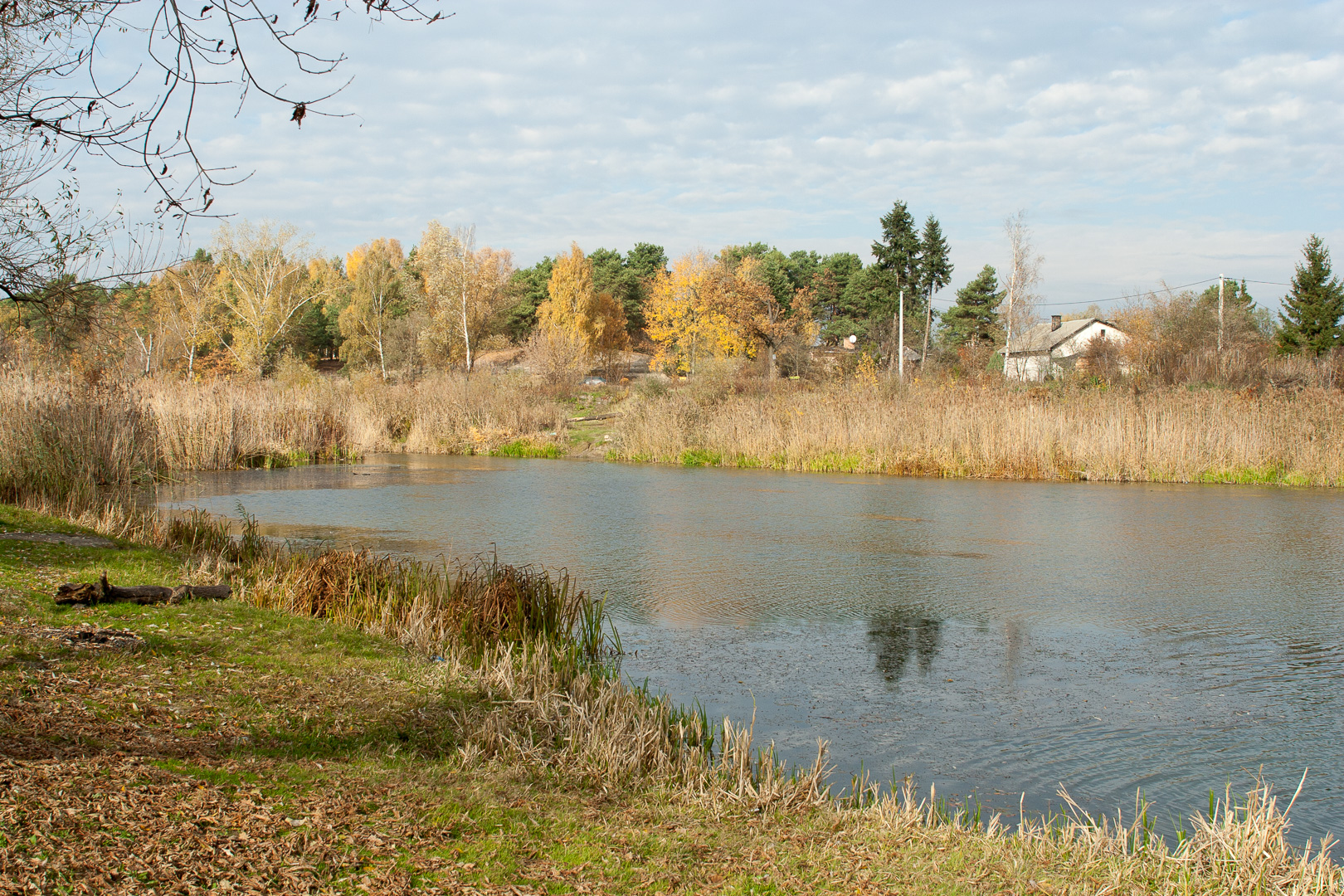
Zabudowania na wyższym, prawym brzegu.
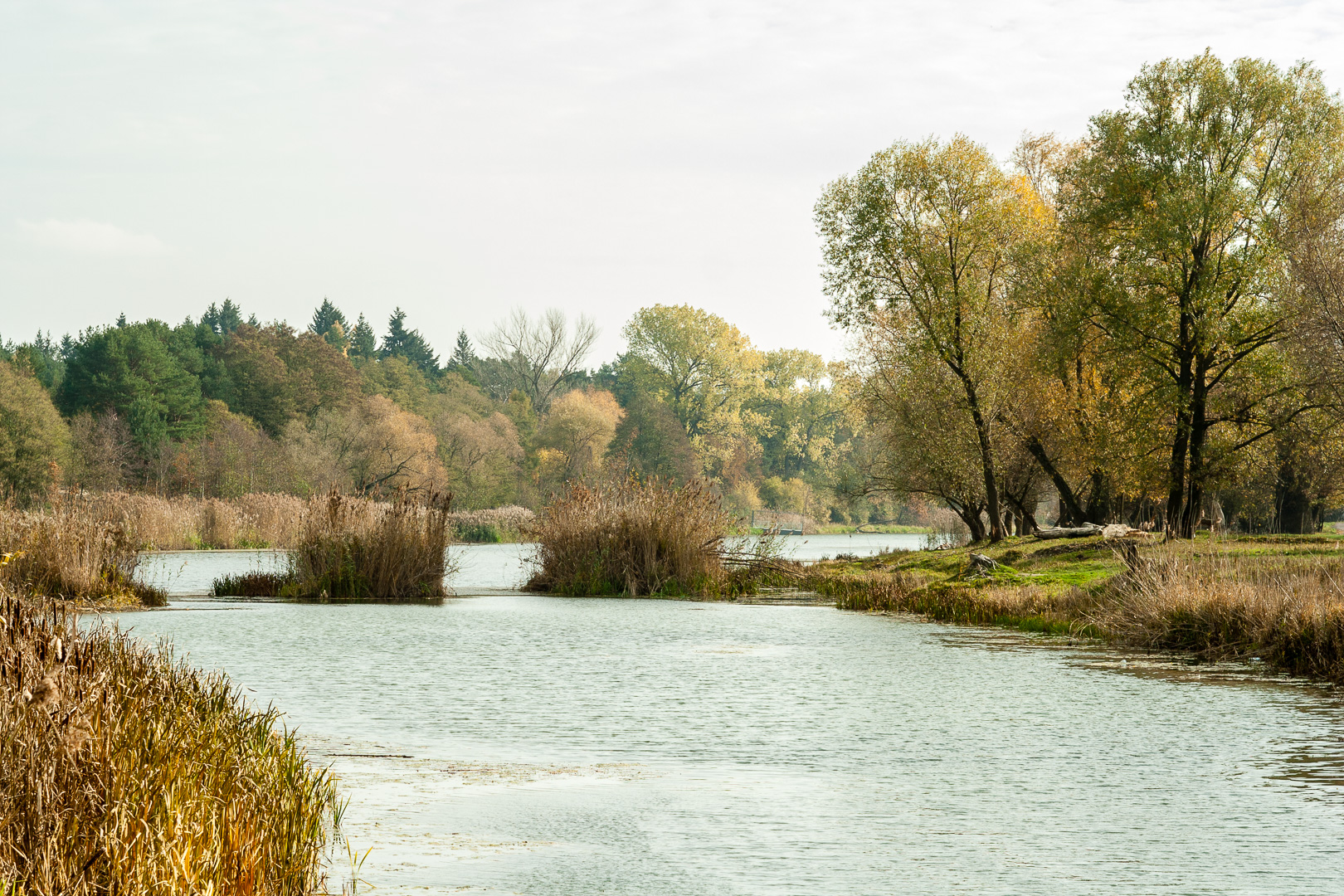
Część północna.